# Segunda División de España 2008-09
La temporada 2008/09 de la Segunda División de España de fútbol fue la 78.ª edición del campeonato y se disputó entre el 31 de agosto de 2008 y el 21 de junio de 2009. 
Por primera vez en su historia, el Xerez CD logró no solo el ascenso, sino también el campeonato; y, junto con el Real Zaragoza y el CD Tenerife, se ganó el derecho a acceder a la Primera División de España.

## Clubes participantes

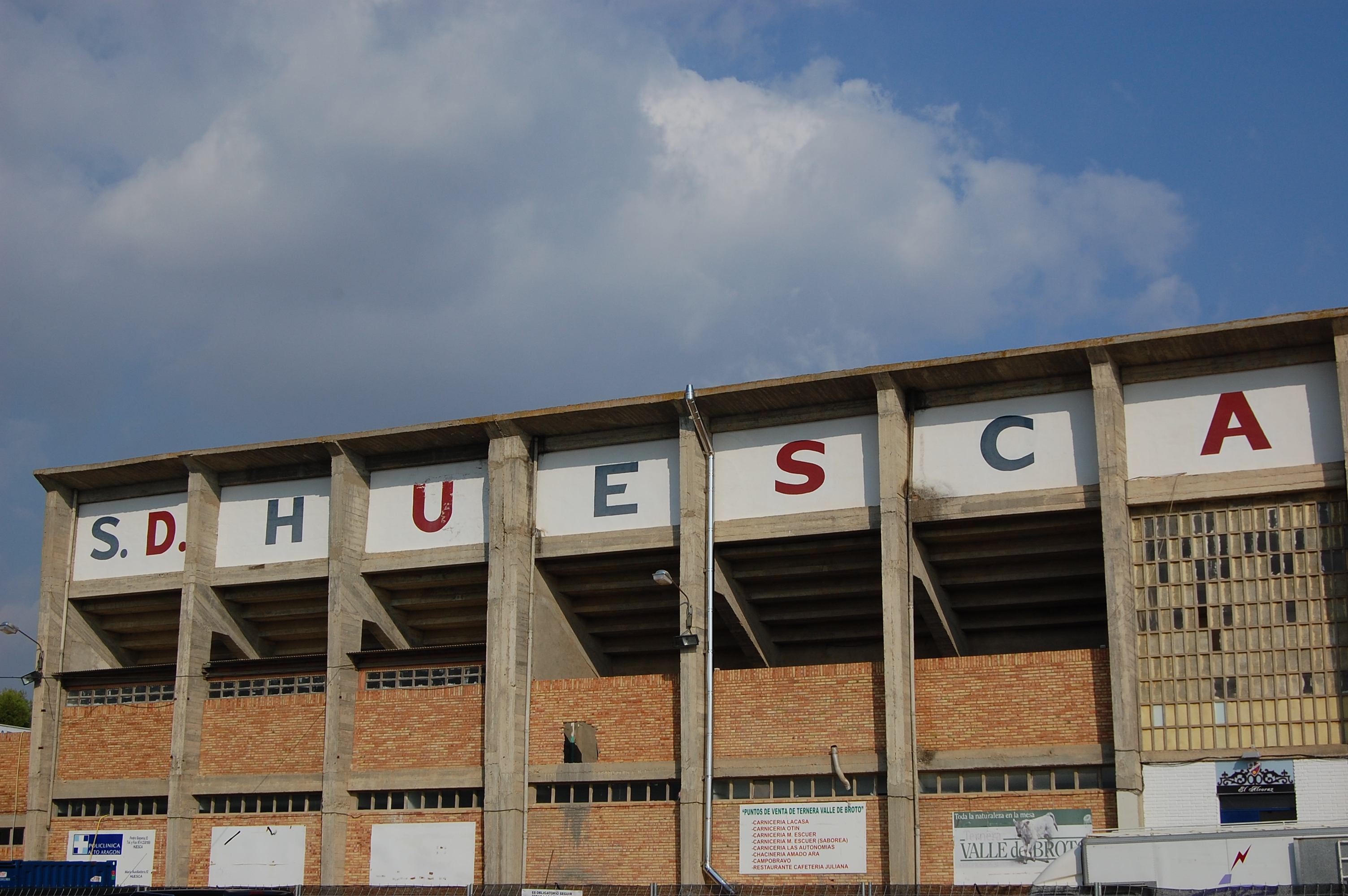
El Alcoraz de Huesca se estrenó esta temporada como estadio de Segunda División.

| Datos de ascensos y descensos con respecto a la temporada anterior |
| --- |
| Real Zaragoza, Real Murcia CF y Levante UD descienden de Primera División. CD Numancia, Málaga CF y Sporting de Gijón ascienden a Primera División. Racing de Ferrol, Cádiz CF, Granada 74 CF y Polideportivo Ejido descienden a Segunda División B. Alicante CF, Girona FC, SD Huesca y Rayo Vallecano ascienden a Segunda División. |

| Equipo                      | Ciudad                     | Estadio                   |
| --------------------------- | -------------------------- | ------------------------- |
| Deportivo Alavés            | Vitoria                    | Mendizorroza              |
| Albacete Balompié           | Albacete                   | Carlos Belmonte           |
| Alicante Club de Fútbol     | Alicante                   | José Rico Pérez           |
| Club Deportivo Castellón    | Castellón                  | Nou Estadi Castalia       |
| Real Club Celta de Vigo     | Vigo                       | Balaídos                  |
| Córdoba Club de Fútbol      | Córdoba                    | Nuevo Arcángel            |
| Sociedad Deportiva Eibar    | Éibar                      | Ipurúa                    |
| Elche Club de Fútbol        | Elche                      | Martínez Valero           |
| Club Gimnàstic de Tarragona | Tarragona                  | Nou Estadi                |
| Girona Futbol Club          | Gerona                     | Montilivi                 |
| Hércules Club de Fútbol     | Alicante                   | José Rico Pérez           |
| Sociedad Deportiva Huesca   | Huesca                     | El Alcoraz                |
| Unión Deportiva Las Palmas  | Las Palmas de Gran Canaria | Gran Canaria              |
| Levante Unión Deportiva     | Valencia                   | Ciudad de Valencia        |
| Rayo Vallecano de Madrid    | Madrid                     | Vallecas                  |
| Real Murcia Club de Fútbol  | Murcia                     | Nueva Condomina           |
| Real Sociedad de Fútbol     | San Sebastián              | Reale Arena               |
| Sevilla Atlético Club       | Sevilla                    | Sánchez Pizjuán           |
| Unión Deportiva Salamanca   | Salamanca                  | Helmántico                |
| Club Deportivo Tenerife     | Tenerife                   | Heliodoro Rodríguez López |
| Xerez Club Deportivo        | Jerez de la Frontera       | Chapín                    |
| Real Zaragoza               | Zaragoza                   | La Romareda               |

### Equipos por comunidad autónoma
|   | Comunidad autónoma   | Número de Equipos | Equipos                                        |
| - | -------------------- | ----------------- | ---------------------------------------------- |
| 1 | Comunidad Valenciana | 5                 | Alicante, Castellón, Elche, Hércules y Levante |
| 2 | Andalucía            | 3                 | Córdoba CF, Sevilla Atlético y Xerez CD        |
| 2 | País Vasco           | 3                 | Deportivo Alavés, SD Eibar y Real Sociedad     |
| 4 | Aragón               | 2                 | SD Huesca y Real Zaragoza                      |
| 4 | Islas Canarias       | 2                 | UD Las Palmas y CD Tenerife                    |
| 4 | Cataluña             | 2                 | Gimnàstic de Tarragona y Girona FC             |
| 7 | Castilla-La Mancha   | 1                 | Albacete Balompié                              |
| 7 | Castilla y León      | 1                 | UD Salamanca                                   |
| 7 | Galicia              | 1                 | Celta de Vigo                                  |
| 7 | Comunidad de Madrid  | 1                 | Rayo Vallecano                                 |
| 7 | Región de Murcia     | 1                 | Real Murcia                                    |

## Sistema de competición
La Segunda División de España 2008/09 fue organizada por la Liga Nacional de Fútbol Profesional (LFP).
Como en temporadas precedentes, la Segunda División 2008/09 constó de un grupo único integrado por 22 clubes de toda la geografía española. Siguiendo un sistema de liga, los 22 equipos se enfrentaron todos contra todos en dos ocasiones -una en campo propio y otra en campo contrario- sumando un total de 42 jornadas. El orden de los encuentros se decidió por sorteo antes de empezar la competición.
La clasificación final se estableció con arreglo a los puntos obtenidos en cada enfrentamiento, a razón de tres por partido ganado, uno por empatado y ninguno en caso de derrota. Si al finalizar el campeonato dos equipos igualan a puntos, los mecanismos para desempatar la clasificación fueron los siguientes:
1. El que tenga una mayor diferencia entre goles a favor y en contra en los enfrentamientos entre ambos.
2. Si persiste el empate, se tiene en cuenta la diferencia de goles a favor y en contra en todos los encuentros del campeonato.

Si el empate a puntos fue entre tres o más clubes, los sucesivos mecanismos de desempate fueron los siguientes: 
1. La mejor puntuación de la que a cada uno corresponda a tenor de los resultados de los partidos jugados entre sí por los clubes implicados.
2. La mayor diferencia de goles a favor y en contra, considerando únicamente los partidos jugados entre sí por los clubes implicados.
3. La mayor diferencia de goles a favor y en contra teniendo en cuenta todos los encuentros del campeonato.
4. El mayor número de goles a favor teniendo en cuenta todos los encuentros del campeonato.
5. El club mejor clasificado con arreglo a los baremos de fair play.

### Efectos de la clasificación
El equipo que más puntos sumó al final del campeonato fue proclamado campeón del Campeonato de Liga de Segunda División y obtuvo automáticamente el ascenso para disputar la siguiente temporada de la Primera División de España, junto con el segundo y tercer clasificado. Sus plazas en Segunda División fueron cubiertas por los tres últimos clasificados, esta temporada, en Primera.
Por su parte, los cuatro últimos clasificados de Segunda División (puestos del 19º al 22º) fueron descendidos a Segunda División B. De ésta asciendieron los cuatro ganadores de la promoción, para reemplazar a los equipos que desciendan.

### Participación de filiales
Un club puede tener un equipo filial en Segunda División si su primer equipo compite en Primera División. Dado que los segundos equipos no pueden jugar en Primera División, si un filial termina la temporada entre los tres primeros clasificados, es el cuarto clasificado el que asciende. Así mismo, si un equipo desciende de Primera a Segunda A y su filial milita en dicha categoría, este es automáticamente descendido a Segunda B, aunque deportivamente haya logrado la permanencia.

### Justicia deportiva
Las cuestiones de justicia deportiva fueron competencia de la Real Federación Española de Fútbol a través de sus Comités de Disciplina Deportiva: Comité de Competición, Jueces de Competición y Comité de Apelación. El Comité de Competición dictaminó semanalmente las sanciones a los futbolistas. Los jugadores fueron sancionados con un partido de suspensión en caso de acumular cinco amonestaciones a lo largo del campeonato. Igualmente, fueron suspendidos aquellos futbolistas expulsados durante un encuentro.
Los árbitros de cada partido fueron designados por una comisión creada para tal objetivo e integrada por representantes de LaLiga y la RFEF.

## Desarrollo del campeonato
Tras varios intentos infructuosos, el Xerez CD logró por primera vez en su historia el ascenso a Primera División. Los gaditanos se convirtieron en la gran sorpresa del campeonato, ya que sus problemas extradeportivos hacían impensable su éxito antes de iniciar el curso. Denunciado por impagos por varios futbolistas, el club andaluz tuvo que retrasar la pretemporada, al contar solo con doce jugadores en sus filas. Pese a todo, Esteban Vigo logró formar un bloque competitivo, comandado por Emilio Viqueira y culminado por un tridente ofensivo, formado por Momo, Antoñito y Mario Bermejo, que sumaron 43 goles.

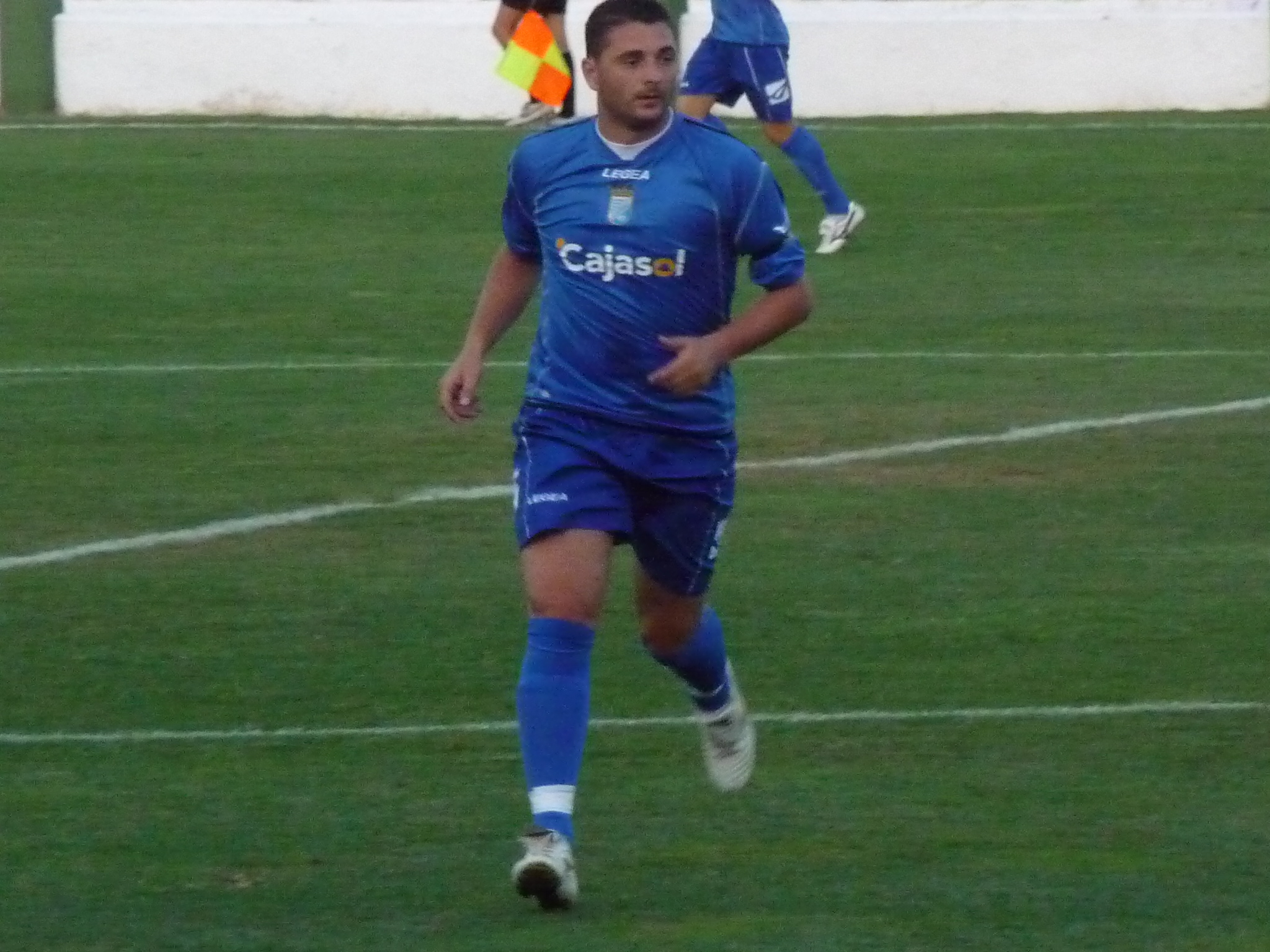
Emilio Viqueira, uno de los puntales del campeón, el Xerez CD.

Tras un inicio irregular, los azulinos alcanzaron los puestos de ascenso en la 12.ª jornada y, en esta ocasión, lograron mantenerse en las plazas de privilegio hasta el final (fueron líderes durante 23 jornadas, más de la mitad del campeonato), a pesar de las múltiples turbulencias institucionales que sacudieron al club, como la dimisión de su presidente, Joaquín Bilbao, tras ser detenido por su implicación en un tiroteo en un burdel. Los jerezanos sellaron el ascenso una semana antes de finalizar la liga y en la jornada de clausura lograron el título de campeones, estableciendo además un récord de anotación en la categoría, con 82 puntos.
También en la penúltima jornada lograron su ascenso el Real Zaragoza y el CD Tenerife, tras enderezar ambos el rumbo en la segunda vuelta. Los zaragocistas, en su condición de recién descendidos, partían como máximos favoritos a recuperar la categoría, pero no tuvieron un arranque fácil. No lograron su primera victoria hasta la cuarta jornada y cerraron la primera vuelta fuera de los puestos de ascenso. Sin embargo, en la segunda mitad del campeonato, el retorno de Leo Ponzio y el ascenso del canterano Ander Herrera, unidos a la racha goleadora de Ewerthon (28 tantos) catapultaron al equipo, que permaneció invicto en las últimas 17 jornadas.
Como en Zaragoza, en Tenerife tuvieron que esperar a la segunda vuelta para ver lo mejor de su equipo. Los chicharrenos acumularon seis derrotas en las 14 primeras jornadas, pero en el tramo decisivo del campeonato aguantaron cuatro meses invictos. En su caso, el poderío ofensivo se repartió en la dupla formada por Nino y Alfaro. Los isleños llegaron en primera posición a la última jornada, pero dejaron escapar el título de campeón al caer en el Rodríguez López ante el CD Castellón.
Por su parte, el Hércules CF, el Rayo Vallecano, el CD Castellón y la UD Salamanca fueron los mayores damnificados de la gran racha final de Zaragoza y Tenerife. Especialmente desafortunado fue el caso del Hércules CF, que se mantuvo en puestos de ascenso durante tres cuartas partes de la liga. Una derrota en Jerez, en la 32ª jornada, les descabalgó de los puestos de privilegio, que ya no volvieron a alcanzar. De nada les sirvió ser el equipo más goleador de la liga, ni lograr un estéril récord de puntuación: nunca antes un equipo con 78 puntos se había quedado sin el premio del ascenso.

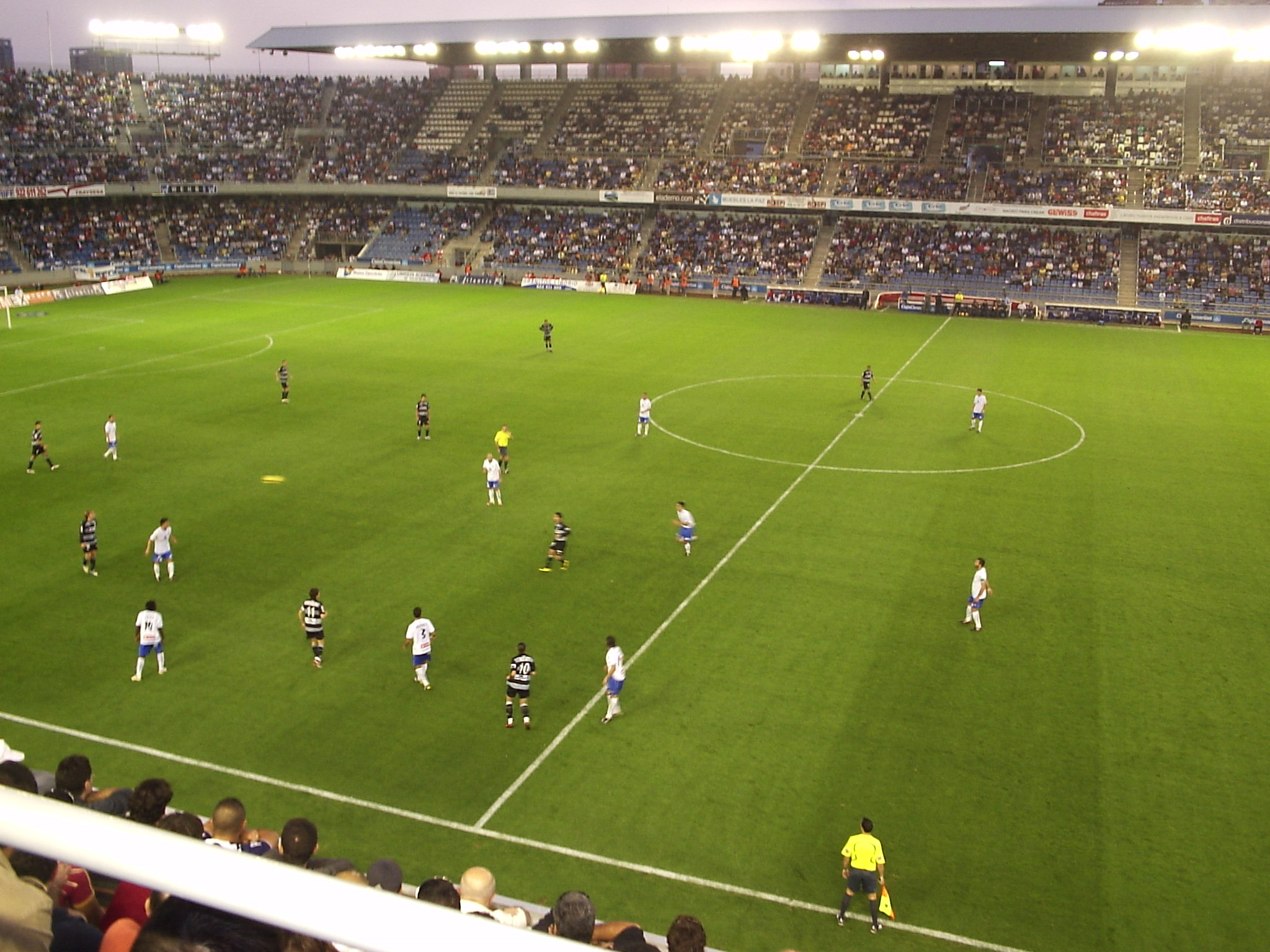
CD Tenerife y Real Sociedad, cara y cruz. Solo los chicharreros lograron el anhelado regreso a Primera División.

También se quedó con la miel en los labios el Rayo Vallecano. Los madrileños, recién ascendidos de Segunda B, se convirtieron en la relevación del campeonato, peleando hasta el final por el ascenso. Llegaron a ocupar la tercera plaza a falta de nueve jornadas, pero fallaron en el momento decisivo: de los últimos treinta puntos en juego, solo sumaron once. 
El CD Castellón se mantuvo en la zona alta de la tabla hasta que, nada más empezar la segunda vuelta, Abel Resino se marchó para ocupar el banquillo del Atlético de Madrid. Situación similar se vivió en Salamanca: los charros, líderes de la competición durante la primera mitad de la temporada, encadenaron una racha de seis partidos sin ganar, que acabó con sus sueños de ascenso.
La temporada también acabó en decepción para otros dos equipos que partían como aspirantes al ascenso: la Real Sociedad, como histórico club de Primera, y el Levante UD, como recién descendido. Ambas sociedades, lastradas por problemas económicos y extradeportivos, protagonizaron una temporada irregular y, aunque terminaron en la zona media alta de la tabla, nunca tuvieron opciones reales de pelear por el ascenso.
No pasaron apuros dos equipos que regresaban a la categoría tras muchos años de ausencia: la SD Huesca, que volvía a Segunda 56 años después, y el Girona FC –que llegó a ser líder en la segunda jornada-, tras 49 años. Todo lo contrario que el Alicante CF, cuyo paso por Segunda División, tras medio siglo de ausencia, resultó efímero. Los alicantinos solo sumaron 15 puntos en la primera vuelta, y los 20 que lograron en la segunda mitad del campeonato fueron insuficientes para compensar el mal arranque. 
Sin embargo, el primero en certificar su descenso a Segunda División B fue el Sevilla Atlético, que acusó en exceso la marcha del técnico, Manolo Jiménez, y de varios jugadores al primer equipo. El filial hispalense solo sumó dos victorias a lo largo de la temporada.
Para el resto de plazas de descenso, se vieron implicados varios equipos históricos, como el Elche CF, Córdoba CF, Real Murcia, Celta de Vigo o UD Las Palmas, que sufrieron hasta el final para lograr la permanencia. Finalmente, fue el Deportivo Alavés, subcampeón de la Copa de la UEFA solo ocho años antes, quien acompañó a la SD Eibar, Alicante CF y Sevilla Atlético.

## Clasificación
| Pos. | Equipo                 | Pts. | PJ | G  | E  | P  | GF | GC | Dif. | Clasificación                 |
| ---- | ---------------------- | ---- | -- | -- | -- | -- | -- | -- | ---- | ----------------------------- |
| 1    | Xerez C. D. (C, A)     | 82   | 42 | 24 | 10 | 8  | 73 | 42 | +31  | Ascenso a Primera División    |
| 2    | Real Zaragoza (A)      | 81   | 42 | 23 | 12 | 7  | 79 | 42 | +37  | Ascenso a Primera División    |
| 3    | C. D. Tenerife (A)     | 81   | 42 | 24 | 9  | 9  | 79 | 47 | +32  | Ascenso a Primera División    |
| 4    | Hércules C. F.         | 78   | 42 | 21 | 15 | 6  | 82 | 43 | +39  |                               |
| 5    | Rayo Vallecano         | 70   | 42 | 18 | 16 | 8  | 55 | 39 | +16  |                               |
| 6    | Real Sociedad          | 67   | 42 | 17 | 16 | 9  | 48 | 38 | +10  |                               |
| 7    | C. D. Castellón        | 65   | 42 | 17 | 14 | 11 | 55 | 42 | +13  |                               |
| 8    | Levante U. D.          | 64   | 42 | 18 | 10 | 14 | 59 | 59 | 0    |                               |
| 9    | U. D. Salamanca        | 60   | 42 | 16 | 12 | 14 | 59 | 50 | +9   |                               |
| 10   | Gimnàstic de Tarragona | 57   | 42 | 14 | 15 | 13 | 60 | 50 | +10  |                               |
| 11   | S. D. Huesca           | 53   | 42 | 13 | 14 | 15 | 47 | 46 | +1   |                               |
| 12   | Elche C. F.            | 53   | 42 | 13 | 14 | 15 | 52 | 50 | +2   |                               |
| 13   | Córdoba C. F.          | 53   | 42 | 14 | 11 | 17 | 47 | 54 | −7   |                               |
| 14   | Real Murcia C. F.      | 52   | 42 | 14 | 10 | 18 | 48 | 58 | −10  |                               |
| 15   | Albacete Balompié      | 51   | 42 | 13 | 12 | 17 | 42 | 54 | −12  |                               |
| 16   | Girona F. C.           | 49   | 42 | 11 | 16 | 15 | 43 | 54 | −11  |                               |
| 17   | R. C. Celta de Vigo    | 48   | 42 | 10 | 18 | 14 | 46 | 56 | −10  |                               |
| 18   | U. D. Las Palmas       | 47   | 42 | 10 | 17 | 15 | 46 | 51 | −5   |                               |
| 19   | Deportivo Alavés (D)   | 43   | 42 | 11 | 10 | 21 | 42 | 64 | −22  | Descenso a Segunda División B |
| 20   | Alicante C. F. (D)     | 35   | 42 | 8  | 11 | 23 | 38 | 69 | −31  | Descenso a Segunda División B |
| 21   | S. D. Eibar (D)        | 35   | 42 | 8  | 11 | 23 | 31 | 63 | −32  | Descenso a Segunda División B |
| 22   | Sevilla Atlético (D)   | 19   | 42 | 2  | 13 | 27 | 29 | 89 | −60  | Descenso a Segunda División B |

 Fuente: BDFútbol
Criterios de clasificación: Puntos · Enfrentamientos directos · Diferencia de goles · Goles a favor · Play-off

### Evolución de la clasificación
| JornadaEquipo    | 1  | 2  | 3  | 4  | 5  | 6  | 7  | 8  | 9  | 10 | 11 | 12 | 13 | 14 | 15 | 16 | 17 | 18 | 19 | 20 | 21 | 22 | 23 | 24 | 25 | 26 | 27 | 28 | 29 | 30 | 31 | 32 | 33 | 34 | 35 | 36 | 37 | 38 | 39 | 40 | 41 | 42 |
| ---------------- | -- | -- | -- | -- | -- | -- | -- | -- | -- | -- | -- | -- | -- | -- | -- | -- | -- | -- | -- | -- | -- | -- | -- | -- | -- | -- | -- | -- | -- | -- | -- | -- | -- | -- | -- | -- | -- | -- | -- | -- | -- | -- |
| Xerez            | 7  | 4  | 6  | 11 | 12 | 4  | 7  | 4  | 6  | 4  | 5  | 2  | 1  | 1  | 1  | 2  | 3  | 3  | 1  | 1  | 1  | 1  | 1  | 1  | 1  | 1  | 1  | 1  | 1  | 2  | 1  | 1  | 1  | 1  | 1  | 1  | 1  | 1  | 1  | 2  | 2  | 1  |
| Zaragoza         | 16 | 16 | 16 | 12 | 6  | 12 | 6  | 2  | 3  | 3  | 4  | 6  | 3  | 3  | 3  | 4  | 2  | 2  | 2  | 2  | 4  | 4  | 3  | 3  | 5  | 5  | 5  | 5  | 5  | 5  | 4  | 5  | 5  | 3  | 3  | 3  | 3  | 3  | 3  | 3  | 3  | 2  |
| Tenerife         | 2  | 11 | 5  | 7  | 9  | 3  | 3  | 5  | 8  | 6  | 7  | 8  | 7  | 9  | 10 | 8  | 5  | 4  | 4  | 3  | 2  | 2  | 2  | 2  | 2  | 2  | 2  | 3  | 2  | 1  | 3  | 2  | 2  | 2  | 2  | 2  | 2  | 2  | 2  | 1  | 1  | 3  |
| Hércules         | 1  | 5  | 1  | 1  | 3  | 1  | 2  | 3  | 2  | 1  | 2  | 3  | 4  | 4  | 4  | 3  | 4  | 5  | 5  | 4  | 3  | 3  | 7  | 6  | 4  | 3  | 3  | 2  | 3  | 3  | 2  | 4  | 4  | 4  | 4  | 4  | 4  | 4  | 4  | 4  | 4  | 4  |
| Rayo             | 8  | 8  | 4  | 5  | 5  | 5  | 4  | 6  | 4  | 7  | 3  | 5  | 6  | 6  | 7  | 6  | 8  | 10 | 13 | 11 | 9  | 8  | 6  | 5  | 3  | 4  | 4  | 4  | 4  | 4  | 5  | 3  | 3  | 5  | 5  | 5  | 5  | 5  | 5  | 5  | 5  | 5  |
| Real Sociedad    | 6  | 7  | 3  | 2  | 4  | 7  | 9  | 11 | 15 | 10 | 10 | 11 | 8  | 8  | 6  | 9  | 6  | 8  | 9  | 7  | 7  | 5  | 8  | 8  | 8  | 11 | 9  | 8  | 6  | 6  | 6  | 6  | 7  | 7  | 7  | 6  | 6  | 6  | 6  | 6  | 6  | 6  |
| Castellón        | 11 | 6  | 10 | 3  | 7  | 8  | 13 | 8  | 5  | 5  | 6  | 4  | 5  | 5  | 5  | 5  | 7  | 9  | 6  | 5  | 5  | 6  | 5  | 4  | 6  | 6  | 6  | 6  | 7  | 8  | 9  | 9  | 9  | 9  | 9  | 9  | 9  | 11 | 9  | 9  | 8  | 7  |
| Levante          | 4  | 2  | 8  | 8  | 2  | 6  | 8  | 13 | 12 | 13 | 9  | 12 | 15 | 13 | 8  | 13 | 10 | 11 | 7  | 10 | 8  | 11 | 9  | 9  | 10 | 8  | 10 | 10 | 10 | 10 | 8  | 8  | 8  | 8  | 8  | 8  | 8  | 8  | 8  | 7  | 7  | 8  |
| Salamanca        | 12 | 14 | 11 | 4  | 1  | 2  | 1  | 1  | 1  | 2  | 1  | 1  | 2  | 2  | 2  | 1  | 1  | 1  | 3  | 6  | 6  | 7  | 4  | 7  | 7  | 7  | 7  | 7  | 8  | 7  | 7  | 7  | 6  | 6  | 6  | 7  | 7  | 7  | 7  | 8  | 9  | 9  |
| Gimnàstic        | 14 | 15 | 12 | 13 | 17 | 10 | 10 | 7  | 7  | 12 | 11 | 13 | 13 | 15 | 15 | 14 | 11 | 6  | 12 | 13 | 12 | 12 | 13 | 13 | 11 | 10 | 11 | 11 | 11 | 11 | 11 | 11 | 12 | 10 | 10 | 10 | 10 | 9  | 10 | 10 | 10 | 10 |
| Huesca           | 10 | 13 | 9  | 10 | 8  | 11 | 5  | 10 | 13 | 9  | 12 | 7  | 10 | 7  | 9  | 7  | 13 | 7  | 8  | 9  | 13 | 13 | 10 | 11 | 12 | 9  | 8  | 9  | 9  | 9  | 10 | 10 | 11 | 12 | 12 | 12 | 12 | 12 | 14 | 12 | 13 | 11 |
| Elche            | 18 | 20 | 21 | 22 | 22 | 22 | 22 | 22 | 22 | 20 | 20 | 19 | 18 | 19 | 17 | 18 | 16 | 16 | 16 | 15 | 17 | 14 | 14 | 15 | 14 | 14 | 15 | 15 | 14 | 12 | 12 | 12 | 10 | 11 | 11 | 11 | 11 | 10 | 11 | 11 | 11 | 12 |
| Córdoba          | 22 | 21 | 18 | 17 | 13 | 15 | 15 | 17 | 10 | 14 | 18 | 16 | 14 | 16 | 18 | 19 | 19 | 20 | 20 | 19 | 19 | 19 | 18 | 18 | 18 | 19 | 18 | 18 | 17 | 18 | 18 | 18 | 18 | 16 | 18 | 18 | 18 | 17 | 15 | 13 | 14 | 13 |
| Real Murcia      | 17 | 18 | 20 | 20 | 21 | 21 | 20 | 21 | 19 | 19 | 19 | 20 | 20 | 20 | 20 | 20 | 20 | 19 | 17 | 16 | 14 | 16 | 17 | 14 | 13 | 13 | 14 | 14 | 13 | 14 | 14 | 16 | 15 | 18 | 14 | 15 | 15 | 14 | 12 | 14 | 12 | 14 |
| Albacete         | 3  | 12 | 14 | 16 | 11 | 14 | 16 | 12 | 9  | 8  | 8  | 9  | 11 | 10 | 12 | 10 | 14 | 15 | 15 | 17 | 16 | 15 | 16 | 16 | 16 | 16 | 13 | 13 | 15 | 15 | 15 | 14 | 16 | 14 | 13 | 14 | 14 | 13 | 16 | 16 | 16 | 15 |
| Girona           | 9  | 1  | 2  | 6  | 10 | 13 | 12 | 15 | 14 | 11 | 13 | 10 | 12 | 11 | 11 | 12 | 9  | 14 | 11 | 12 | 11 | 10 | 11 | 10 | 9  | 12 | 12 | 12 | 12 | 13 | 13 | 13 | 13 | 13 | 15 | 16 | 16 | 15 | 13 | 15 | 15 | 16 |
| Celta            | 19 | 19 | 22 | 21 | 19 | 19 | 19 | 18 | 18 | 18 | 14 | 15 | 9  | 12 | 14 | 11 | 15 | 13 | 10 | 8  | 10 | 9  | 12 | 12 | 15 | 15 | 16 | 16 | 16 | 16 | 17 | 15 | 17 | 17 | 17 | 17 | 17 | 18 | 17 | 17 | 17 | 17 |
| Las Palmas       | 21 | 10 | 13 | 14 | 15 | 17 | 11 | 16 | 17 | 17 | 14 | 17 | 18 | 16 | 15 | 12 | 12 | 14 | 14 | 15 | 17 | 15 | 17 | 17 | 18 | 17 | 17 | 18 | 17 | 16 | 17 | 14 | 15 | 16 | 13 | 13 | 16 | 17 | 18 | 18 | 18 | 18 |
| Alavés           | 13 | 9  | 15 | 15 | 16 | 9  | 14 | 9  | 11 | 15 | 15 | 18 | 16 | 14 | 13 | 16 | 17 | 18 | 19 | 18 | 18 | 18 | 19 | 20 | 20 | 17 | 19 | 19 | 19 | 19 | 19 | 19 | 19 | 19 | 19 | 19 | 19 | 19 | 19 | 19 | 19 | 19 |
| Alicante         | 20 | 22 | 19 | 19 | 18 | 19 | 21 | 19 | 20 | 21 | 21 | 21 | 21 | 21 | 21 | 21 | 21 | 21 | 21 | 21 | 21 | 21 | 21 | 21 | 21 | 21 | 21 | 21 | 21 | 21 | 21 | 21 | 21 | 20 | 20 | 20 | 20 | 20 | 20 | 20 | 20 | 20 |
| Eibar            | 5  | 3  | 7  | 9  | 14 | 16 | 17 | 14 | 16 | 16 | 16 | 17 | 19 | 17 | 19 | 17 | 18 | 17 | 18 | 20 | 20 | 20 | 20 | 19 | 19 | 20 | 20 | 20 | 20 | 20 | 20 | 20 | 20 | 21 | 21 | 21 | 21 | 21 | 21 | 21 | 21 | 21 |
| Sevilla Atlético | 15 | 17 | 17 | 18 | 20 | 18 | 18 | 20 | 21 | 22 | 22 | 22 | 22 | 22 | 22 | 22 | 22 | 22 | 22 | 22 | 22 | 22 | 22 | 22 | 22 | 22 | 22 | 22 | 22 | 22 | 22 | 22 | 22 | 22 | 22 | 22 | 22 | 22 | 22 | 22 | 22 | 22 |

## Resultados
| Local \ Visitante      | ALV | ALB | ALI | CAS | CEL | COR | EIB | ELC | GIM | GIR | HER | HUE | LAS | LEV | MUR | RAY | RSO | SAL | SAT | TEN | XER | ZAR |
| ---------------------- | --- | --- | --- | --- | --- | --- | --- | --- | --- | --- | --- | --- | --- | --- | --- | --- | --- | --- | --- | --- | --- | --- |
| Deportivo Alavés       | —   | 0–2 | 1–0 | 0–1 | 1–2 | 1–0 | 1–1 | 0–3 | 1–1 | 1–0 | 1–3 | 3–0 | 2–1 | 2–2 | 4–1 | 0–2 | 2–1 | 1–1 | 2–2 | 1–2 | 1–2 | 2–2 |
| Albacete Balompié      | 1–0 | —   | 0–2 | 2–0 | 1–1 | 1–1 | 2–0 | 2–1 | 3–2 | 1–1 | 0–3 | 0–2 | 1–0 | 0–1 | 0–0 | 2–1 | 2–1 | 2–2 | 2–1 | 0–1 | 0–2 | 1–1 |
| Alicante C. F.         | 0–2 | 1–2 | —   | 0–0 | 2–2 | 2–2 | 3–1 | 0–3 | 1–3 | 1–1 | 1–2 | 1–3 | 1–2 | 0–2 | 0–2 | 2–0 | 1–2 | 0–0 | 3–3 | 2–2 | 0–1 | 0–3 |
| C. D. Castellón        | 0–1 | 1–0 | 2–0 | —   | 2–0 | 1–1 | 4–0 | 2–2 | 2–1 | 1–2 | 0–0 | 1–1 | 1–1 | 4–1 | 2–0 | 0–0 | 0–3 | 2–0 | 3–0 | 2–2 | 2–2 | 1–1 |
| R. C. Celta de Vigo    | 2–1 | 0–0 | 2–2 | 1–2 | —   | 1–0 | 1–2 | 2–2 | 0–2 | 0–1 | 2–1 | 0–1 | 0–1 | 2–2 | 2–2 | 0–0 | 0–0 | 2–0 | 2–0 | 2–1 | 1–1 | 2–0 |
| Córdoba C. F.          | 3–0 | 1–0 | 2–1 | 2–1 | 3–4 | —   | 1–1 | 1–1 | 0–0 | 2–0 | 0–3 | 1–0 | 4–1 | 3–1 | 2–1 | 0–1 | 2–2 | 0–2 | 1–1 | 2–0 | 1–2 | 1–0 |
| S. D. Eibar            | 1–0 | 1–1 | 1–2 | 0–1 | 0–0 | 1–0 | —   | 1–2 | 1–0 | 2–2 | 0–1 | 2–0 | 1–2 | 0–0 | 3–1 | 0–1 | 1–1 | 1–2 | 2–2 | 3–2 | 1–1 | 2–3 |
| Elche C. F.            | 1–0 | 0–0 | 0–0 | 0–1 | 1–1 | 3–1 | 0–1 | —   | 2–0 | 2–1 | 2–2 | 2–2 | 1–1 | 0–2 | 1–1 | 2–0 | 1–2 | 3–1 | 2–0 | 2–4 | 0–1 | 2–0 |
| Gimnàstic de Tarragona | 1–1 | 1–0 | 1–1 | 0–1 | 1–1 | 2–2 | 2–0 | 2–0 | —   | 3–0 | 2–2 | 1–1 | 0–0 | 2–0 | 3–0 | 3–1 | 1–2 | 2–0 | 3–1 | 0–1 | 2–1 | 0–0 |
| Girona F. C.           | 0–1 | 3–3 | 3–0 | 1–0 | 2–2 | 1–1 | 2–0 | 1–1 | 2–1 | —   | 1–0 | 2–0 | 2–2 | 0–0 | 1–0 | 1–1 | 0–0 | 0–1 | 1–0 | 0–1 | 0–2 | 1–0 |
| Hércules C. F.         | 3–0 | 4–1 | 1–2 | 0–0 | 2–2 | 1–0 | 2–0 | 0–0 | 2–2 | 3–0 | —   | 3–2 | 4–2 | 4–2 | 3–2 | 1–1 | 1–1 | 2–2 | 8–0 | 3–1 | 0–0 | 2–1 |
| S. D. Huesca           | 2–0 | 1–2 | 0–1 | 2–2 | 0–0 | 3–1 | 2–0 | 3–2 | 3–2 | 3–1 | 0–0 | —   | 2–1 | 2–1 | 1–0 | 0–1 | 1–2 | 0–0 | 3–0 | 0–0 | 1–1 | 0–1 |
| U. D. Las Palmas       | 2–1 | 3–0 | 0–1 | 1–0 | 2–0 | 0–0 | 1–0 | 2–0 | 2–2 | 2–2 | 1–1 | 1–1 | —   | 1–2 | 0–1 | 0–0 | 0–1 | 1–1 | 2–0 | 0–1 | 2–3 | 2–2 |
| Levante U. D.          | 2–3 | 3–1 | 2–0 | 3–1 | 1–3 | 3–0 | 2–0 | 2–0 | 2–2 | 1–1 | 0–2 | 1–0 | 2–2 | —   | 2–1 | 1–0 | 0–2 | 1–2 | 2–0 | 2–1 | 2–2 | 2–1 |
| Real Murcia C. F.      | 1–0 | 1–0 | 3–1 | 2–2 | 1–0 | 1–0 | 2–0 | 1–0 | 1–1 | 2–0 | 0–0 | 0–0 | 0–0 | 1–2 | —   | 0–1 | 2–0 | 2–1 | 1–0 | 2–2 | 1–2 | 1–4 |
| Rayo Vallecano         | 2–1 | 0–3 | 0–0 | 4–2 | 4–1 | 5–0 | 4–1 | 1–2 | 3–2 | 1–1 | 1–0 | 1–0 | 1–1 | 0–0 | 1–0 | —   | 4–1 | 1–1 | 1–0 | 0–0 | 3–3 | 2–2 |
| Real Sociedad          | 1–1 | 1–0 | 1–0 | 2–3 | 2–2 | 0–2 | 0–0 | 0–0 | 0–0 | 2–0 | 1–2 | 1–0 | 1–0 | 1–1 | 2–0 | 1–1 | —   | 1–0 | 1–0 | 1–2 | 0–0 | 1–1 |
| U. D. Salamanca        | 0–0 | 3–1 | 2–0 | 1–0 | 2–1 | 1–0 | 2–0 | 1–1 | 4–0 | 2–2 | 1–5 | 2–0 | 2–2 | 3–0 | 2–3 | 0–1 | 0–1 | —   | 6–0 | 1–2 | 2–1 | 1–3 |
| Sevilla Atlético       | 1–1 | 1–1 | 2–3 | 0–2 | 0–0 | 0–2 | 0–0 | 0–2 | 1–3 | 2–1 | 1–2 | 1–1 | 2–2 | 1–2 | 3–3 | 0–0 | 1–0 | 1–1 | —   | 0–4 | 1–2 | 0–4 |
| C. D. Tenerife         | 3–0 | 1–1 | 3–1 | 1–2 | 3–0 | 2–0 | 2–0 | 3–2 | 3–2 | 4–1 | 3–2 | 1–1 | 2–0 | 5–1 | 3–1 | 2–0 | 1–1 | 2–3 | 2–1 | —   | 2–0 | 1–2 |
| Xerez C. D.            | 5–0 | 2–1 | 2–0 | 1–0 | 2–0 | 0–1 | 3–0 | 3–1 | 1–2 | 2–2 | 3–0 | 2–1 | 1–0 | 2–0 | 5–3 | 1–1 | 1–3 | 2–1 | 2–0 | 2–0 | —   | 1–2 |
| Real Zaragoza          | 4–2 | 3–0 | 3–0 | 1–1 | 3–0 | 3–1 | 3–0 | 2–0 | 1–0 | 1–0 | 2–2 | 2–2 | 2–0 | 2–1 | 2–1 | 2–3 | 2–2 | 1–0 | 4–0 | 1–1 | 2–1 | —   |

## Máximos goleadores

### Trofeo Pichichi
Con un gol en la última jornada, que Ewerthon no pudo disputar por sanción, el delantero del CD Tenerife, Juan Francisco Martínez, Nino, logró en solitario el trofeo de Marca al máximo goleador de Segunda.

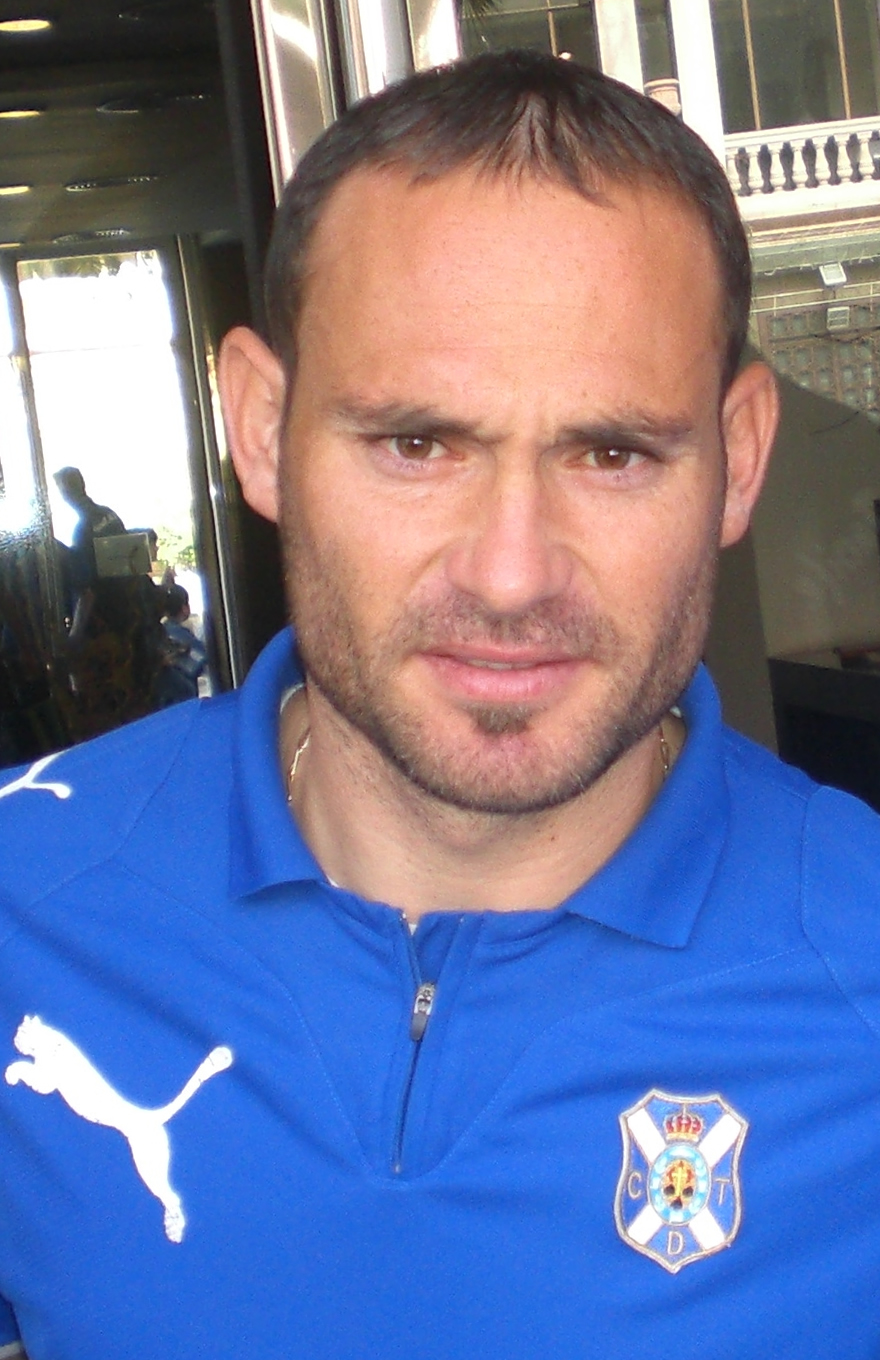
Nino ganó los trofeos Pichichi y Zarra.

| Pos. | Jugador                    | Equipo                 | Goles | Pen |
| ---- | -------------------------- | ---------------------- | ----- | --- |
| 1º   | Juan Fco. Martínez, 'Nino' | CD Tenerife            | 29    | 4   |
| 2º   | Ewerthon                   | Real Zaragoza          | 28    | 5   |
| 3º   | Marcos Márquez             | UD Las Palmas          | 21    | 5   |
| 4º   | Alejandro Alfaro           | CD Tenerife            | 20    | 0   |
| 5º   | Jerónimo Figueroa, 'Momo'  | Xerez CD               | 17    | 3   |
| 6º   | Leonardo Ulloa             | CD Castellón           | 16    | 1   |
| 7º   | Nicolás Fedor, 'Miku'      | UD Salamanca           | 15    | 2   |
|      | Rubén Navarro              | Hércules CF            | 15    | 2   |
| 9º   | Víctor Casadesús           | Gimnàstic de Tarragona | 14    | 0   |
|      | Antoñito Ramiro            | Xerez CD               | 14    | 0   |
|      | Rubén Castro               | SD Huesca              | 14    | 3   |

1. ↑  El Diario Marca le concede a Rubén Castro 13 goles, aunque la Liga Nacional de Fútbol Profesional le reconoce 14.

### Trofeo Zarra
Además del Trofeo Pichichi, Nino obtuvo también el premio otorgado por el Diario Marca al máximo goleador español del campeonato.
| Pos. | Jugador                    | Equipo        | Goles |
| ---- | -------------------------- | ------------- | ----- |
| 1º   | Juan Fco. Martínez, 'Nino' | CD Tenerife   | 29    |
| 2º   | Marcos Márquez             | UD Las Palmas | 21    |
| 3º   | Alejandro Alfaro           | CD Tenerife   | 20    |
| 4º   | Jerónimo Figueroa, 'Momo'  | Xerez CD      | 17    |
| 5º   | Rubén Navarro              | Hércules CF   | 15    |

## Otros premios

### Trofeo Zamora
Por primera vez en la historia del Trofeo Zamora de Segunda División, dos guardametas compartieron el galardón. Claudio Bravo de la Real Sociedad y David Cobeño del Rayo Vallecano obtuvieron el mismo cociente. Para optar al premio fue necesario disputar 60 minutos en, como mínimo, 28 partidos.

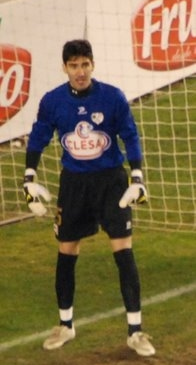
David Cobeño ganó el Zamora

| Pos. | Jugador              | Equipo                 | Goles | Partidos | Promedio |
| ---- | -------------------- | ---------------------- | ----- | -------- | -------- |
| 1º   | David Cobeño         | Rayo Vallecano         | 35    | 40       | 0,88     |
|      | Claudio Bravo        | Real Sociedad          | 28    | 32       | 0,88     |
| 3º   | Carlos Sánchez       | CD Castellón           | 31    | 33       | 0,94     |
| 4º   | Chema Giménez        | Xerez CD               | 41    | 41       | 1,00     |
| 5º   | Alberto Cifuentes    | UD Salamanca           | 34    | 33       | 1,03     |
| 6º   | Juan Jesús Calatayud | Hércules CF            | 42    | 40       | 1,05     |
| 7º   | Eduardo Navarro      | SD Huesca              | 39    | 35       | 1,11     |
| 8º   | Wilfredo Caballero   | Elche CF               | 41    | 36       | 1,14     |
| 9º   | Roberto Santamaría   | UD Las Palmas          | 45    | 39       | 1,15     |
|      | Rubén Pérez          | Gimnàstic de Tarragona | 38    | 33       | 1,15     |

1. ↑  Partidos en los que el guardamenta disputó, como mínimo, 60 minutos.

### Trofeo Miguel Muñoz
Marcelino García, que se estrenaba en el banquillo del Real Zaragoza, recibió el premio del Diario Marca al considerado mejor entrenador de la temporada en Segunda División.

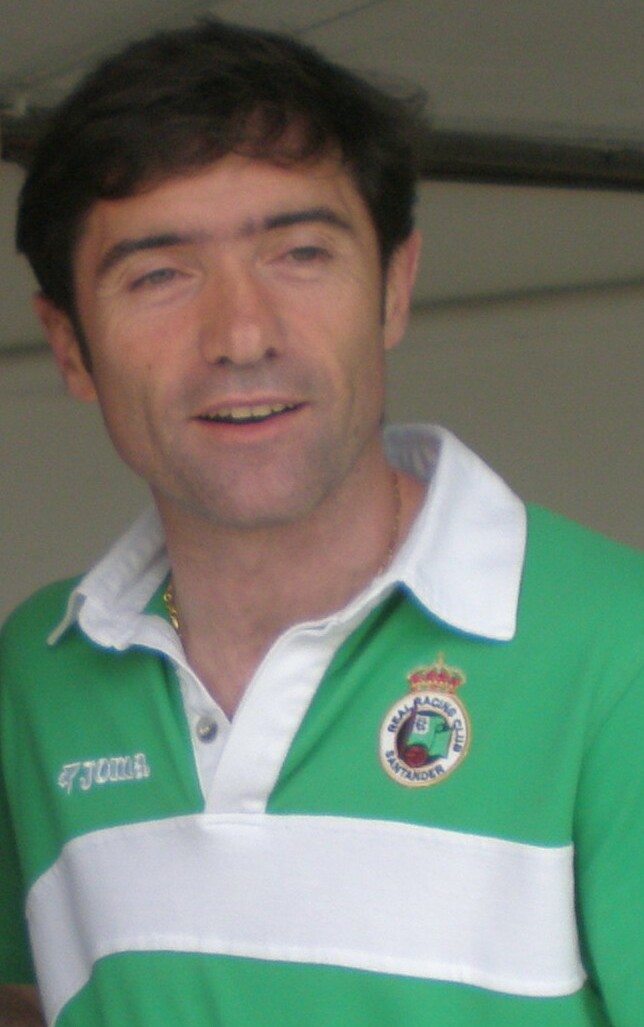
Marcelino comandó al Zaragoza en su regreso a Primera

| Pos. | Entrenador       | Equipo        | Puntos |
| ---- | ---------------- | ------------- | ------ |
| 1º   | Marcelino García | Real Zaragoza | 78     |
| 2º   | Antonio Calderón | SD Huesca     | 73     |
|      | Esteban Vigo     | Xerez CD      | 73     |

### Trofeo Guruceta
En su última temporada en activo, Pérez Lima logró revalidar el Trofeo Guruceta, otorgado por el Diario Marca al mejor árbitro del campeonato.
| Pos. | Árbitro (colegio)        | Puntos | Partidos | Coeficiente |
| ---- | ------------------------ | ------ | -------- | ----------- |
| 1º   | Manuel Ángel Pérez Lima  | 16     | 11       | 1,45        |
| 2º   | Xavier Estrada Fernández | 28     | 21       | 1,33        |
| 3º   | David Miranda Torres     | 28     | 22       | 1,32        |

### Premios LFP
La Liga Nacional de Fútbol Profesional instituyó esta temporada los Premios LFP, los primeros galardones de carácter oficial en la historia de la competición. 
Un comité técnico, formado por Francisco Herrera, Juan Manuel Lillo, Alberto López, Antonio Maceda, Manuel Sarabia y Ricardo Resta seleccionaron a tres futbolistas por demarcación: mejor portero, defensa, mediocentro, centrocampista y delantero, además de jugador revelación. Posteriormente, los entrenadores de la temporada 2008/09 eligieron a los ganadores entre estos finalistas. Por su parte, las categorías de Mejor jugador y Mejor entrenador se decidieron por votación entre los futbolistas en activo la temporada 2008/09, mientras que el premio al Juego Limpio fue votado por las aficiones a través de las Federaciones de Peñas.
| Categoría                | Ganador                             | Finalistas                                                   |
| ------------------------ | ----------------------------------- | ------------------------------------------------------------ |
| Mejor jugador            | Nino (CD Tenerife)                  | -                                                            |
| Mejor entrenador         | José Luis Oltra (CD Tenerife)       | -                                                            |
| Mejor portero            | Claudio Bravo Muñoz (Real Sociedad) | Juan Calatayud (Hércules CF) y David Cobeño (Rayo Vallecano) |
| Mejor defensa            | Marc Bertrán (CD Tenerife)          | Ángel Dealbert (CD Castellón) y Jesús Mendoza (Xerez CD)     |
| Mejor mediocentro        | Abel Aguilar (Hércules CF)          | Javier Farinós (Hércules CF) y Ricardo León (CD Tenerife)    |
| Mejor centrocampista     | Alejandro Alfaro (CD Tenerife)      | Momo (Xerez CD) y Manuel Arana (CD Castellón)                |
| Mejor delantero          | Nino (CD Tenerife)                  | Diego Costa (Albacete B.) y Ewerthon (Real Zaragoza)         |
| Jugador revelación       | Mohamed Diamé (Rayo Vallecano)      | Jordi Alba (Gimnàstic) y Jaime Romero (Albacete B.)          |
| Premio BBVA Juego Limpio | Javier Farinós (Hércules CF)        | Jorge López (Real Zaragoza) y Alejandro Campano (Gimnàstic)  |

### Premio Juego Limpio
El CD Castellón, el Elche CF y el CD Tenerife empataron en el primer puesto del premio al fair play, otorgado por la Real Federación Española de Fútbol.
| Pos. | Club          | Ptos |
| ---- | ------------- | ---- |
| 1º   | CD Castellón  | 140  |
|      | Elche CF      | 140  |
|      | CD Tenerife   | 140  |
| 4º   | Girona FC     | 142  |
| 5º   | Real Sociedad | 143  |
|      | Xerez CD      | 143  |

## Récords y estadísticas
Resumen estadístico de la temporada.
- Total goles marcados: 1.160 en 	462 partidos (promedio: 2,51 goles por partido)
- Resultado más repetido: 1-1 (55 veces)
- Más goles en un partido: 8 goles
  - Xerez CD 5 - Real Murcia 3 (jornada 10)
  - Hércules CF 8 - Sevilla Atlético 0 (jornada 31)
- Mayor goleada local: 8 goles
  - Hércules CF 8 - Sevilla Atlético 0 (jornada 31)
- Mayor goleada visitante: 4 goles
  - Sevilla Atlético 0 - Real Zaragoza 4 (jornada 8)
  - Sevilla Atlético 0 - CD Tenerife 4 (jornada 39)
  - UD Salamanca 1 - Hércules CF 5 (jornada 42)

### Estadísticas por equipos
| Equipo            | Lid | PF | PFM | PC | PCM | TA  | TR | TRD | Jug | Ent |
| ----------------- | --- | -- | --- | -- | --- | --- | -- | --- | --- | --- |
| Deportivo Alavés  | -   | 4  | 2   | 4  | 4   | 129 | 12 | 4   | 32  | 4   |
| Albacete Balompié | -   | 9  | 6   | 5  | 5   | 131 | 13 | 3   | 28  | 2   |
| Alicante CF       | -   | 10 | 5   | 7  | 6   | 120 | 3  | 4   | 32  | 4   |
| CD Castellón      | -   | 8  | 6   | 4  | 4   | 125 | 2  | 2   | 25  | 2   |
| Celta de Vigo     | -   | 3  | 2   | 15 | 7   | 129 | 5  | 6   | 27  | 2   |
| Córdoba CF        | -   | 4  | 4   | 7  | 7   | 126 | 10 | 5   | 27  | 2   |
| SD Eibar          | -   | 8  | 7   | 4  | 3   | 113 | 2  | 5   | 33  | 2   |
| Elche CF          | -   | 7  | 6   | 8  | 6   | 111 | 3  | 8   | 24  | 2   |
| Club Gimnàstic    | -   | 5  | 4   | 7  | 6   | 134 | 6  | 2   | 31  | 1   |
| Girona FC         | 1   | 8  | 4   | 5  | 5   | 121 | 8  | 2   | 28  | 3   |
| Hércules CF       | 5   | 10 | 9   | 4  | 3   | 129 | 4  | 4   | 24  | 1   |
| SD Huesca         | -   | 7  | 6   | 5  | 3   | 126 | 5  | 6   | 27  | 1   |
| UD Las Palmas     | -   | 8  | 7   | 7  | 3   | 151 | 7  | 2   | 29  | 3   |
| Levante UD        | -   | 8  | 8   | 10 | 8   | 164 | 2  | 7   | 30  | 1   |
| Real Murcia       | -   | 11 | 9   | 14 | 14  | 141 | 11 | 6   | 35  | 2   |
| Rayo Vallecano    | -   | 2  | 2   | 3  | 2   | 122 | 4  | 1   | 27  | 1   |
| Real Sociedad     | -   | 4  | 3   | 4  | 4   | 122 | 6  | 3   | 29  | 1   |
| UD Salamanca      | 9   | 8  | 8   | 5  | 4   | 123 | 6  | 4   | 28  | 1   |
| Sevilla Atlético  | -   | 10 | 6   | 9  | 6   | 133 | 8  | 5   | 35  | 2   |
| CD Tenerife       | 3   | 3  | 3   | 7  | 7   | 110 | 6  | 2   | 25  | 1   |
| Xerez CD          | 23  | 7  | 6   | 6  | 4   | 122 | 5  | 1   | 24  | 1   |
| Real Zaragoza     | 1   | 8  | 7   | 9  | 6   | 124 | 5  | 2   | 27  | 1   |

Lid = Jornadas líder; PF = Penaltis a favor; PFM = Penaltis a favor marcados; PC = Penaltis en contra; PCM = Penaltis en contra marcados; TA = Tarjetas amarillas; TR = Tarjetas rojas; TRD = Tarjetas rojas directas; Jug = Jugadores utilizados (alineados); Ent = Entrenadores

## Árbitros
Un total de 23 árbitros, uno menos que la temporada anterior, pitaron los partidos de la Segunda División de España 2008/09. Hubo tres nombres nuevos con respecto a la anterior temporada: los debutantes Melero López y Lesma López, ambos ascendidos tras pasar por Segunda División B, y Ontanaya López, descendido de la máxima categoría. Por su parte, causaron baja cuatro colegiados: Gallo Moreno, Rodado Rodríguez, Llorente Carcedo y Herráez Prieto, quien no superó las pruebas físicas durante el curso anterior.
José Luis González González y Xavier Estrada Fernández finalizaron como los colegiados mejor calificados por el Comité Técnico de Árbitros de la Federación Española, por lo que fueron ascendidos a Primera División para la temporada 2009/10. González González, además, recibió el Trofeo Vicente Acebedo por encabezar dicho ranking, que también obtuvo Ignacio Rubio Palomino como mejor árbitro asistente.
Por su parte, y también según la calificación del Comité Técnico de Árbitros, causaron baja para la próxima temporada Alfonso Suárez y Caballero Herreros, ambos descendidos a Segunda División B, además de Martínez Franco y Pérez Lima, ambos retirados al finalizar esta campaña.
| Árbitro                                  | Colegio             | Partidos | Pts  |
| ---------------------------------------- | ------------------- | -------- | ---- |
| González González, José Luis             | Castellano-Leonés   | 21       | 9,94 |
| Estrada Fernández, Xavier                | Catalán             | 21       | 9,89 |
| Teixeira Vitienes, José Antonio          | Cántabro            | 20       | 9,74 |
| Cerro Grande, Carlos del                 | Madrileño           | 23       | 9,68 |
| Iglesias Villanueva, Ignacio             | Gallego             | 21       | 9,66 |
| Pérez Montero, Pedro Jesús               | Andaluz             | 20       | 9,65 |
| Lesma López, José Luis                   | Madrileño           | 21       | 9,62 |
| Ceballos Silva, Andrés Manuel            | Extremeño           | 19       | 9,56 |
| Pino Zamorano, Alfonso                   | Castellano-Manchego | 23       | 9,54 |
| Pérez Riverol, Antonio                   | Canario             | 20       | 9,50 |
| Hernández Hernández, Alejandro José      | Canario             | 21       | 9,46 |
| Hevia Obras, Francisco Ramón             | Madrileño           | 21       | 9,46 |
| Melero López, Mario                      | Andaluz             | 18       | 9,43 |
| Amoedo Chas, Julio                       | Gallego             | 15       | 9,42 |
| Miranda Torres, David                    | Catalán             | 22       | 9,41 |
| Ontanya López-Astilleros, Francisco José | Castellano-Manchego | 22       | 9,38 |
| Bernabé García, Gregorio                 | Murciano            | 21       | 9,38 |
| Gardeazábal Gómez, Gorka                 | Vasco               | 17       | 9,37 |
| Lizondo Cortés, Vicente                  | Valenciano          | 20       | 9,35 |
| Martínez Franco, Pedro Javier            | Murciano            | 21       | 9,07 |
| Caballero Herreros, Romualdo             | Riojano             | 23       | 9,03 |
| Pérez Lima, Manuel Ángel                 | Canario             | 11       | 8,87 |
| Alfonso Suárez, Armando Raúl             | Canario             | 20       | 8,83 |

## Entrenadores
| Equipo                 | Entrenador (jornadas)                                                                            |
| ---------------------- | ------------------------------------------------------------------------------------------------ |
| Deportivo Alavés       | José María Salmerón (1-17) Manix Mandiola (18-23) Javi López (24-42)                             |
| Albacete Balompié      | Juan Ignacio Martínez (1-38) Máximo Hernández (39-42)                                            |
| Alicante CF            | José Carlos Granero (1-7 y 18-42) Asier Garitano (8-10) Nino Lema (11-15) Manolo Jiménez (16-17) |
| CD Castellón           | Abel Resino (1-22) Paco Herrera (23-42)                                                          |
| RC Celta de Vigo       | Pepe Murcia (1-26) Eusebio Sacristán (27-42)                                                     |
| Córdoba CF             | José González (1-15) Juan Luna Eslava (16-42)                                                    |
| SD Eibar               | Carlos Pouso (1-27) Josu Uribe (28-42)                                                           |
| Elche CF               | David Vidal (1-7) Claudio Barragán (8-42)                                                        |
| Gimnàstic de Tarragona | César Ferrando (1-42)                                                                            |
| Girona FC              | Raül Agné (1-37) Javi Salamero (38-39) Miquel Olmo Forte (40-42)                                 |
| Hércules CF            | Juan Carlos Mandiá (1-42)                                                                        |
| SD Huesca              | Antonio Calderón (1-42)                                                                          |
| UD Las Palmas          | Juan Manuel Rodríguez (1-14) Javier Vidales (15-38) Paco Castellano (39-42)                      |
| Levante UD             | Luis García (1-42)                                                                               |
| Rayo Vallecano         | Pepe Mel (1-42)                                                                                  |
| Real Murcia CF         | Javier Clemente (1-16) José Miguel Campos (17-42)                                                |
| Real Sociedad          | Juan Manuel Lillo (1-42)                                                                         |
| Sevilla Atlético       | Fermín Galeote (1-30) Diego Rodríguez Fernández (31-42)                                          |
| UD Salamanca           | David Amaral (1-42)                                                                              |
| CD Tenerife            | José Luis Oltra (1-42)                                                                           |
| Xerez CD               | Esteban Vigo (1-42)                                                                              |
| Real Zaragoza          | Marcelino García Toral (1-42)                                                                    |